# 七瀬なつみ
七瀬 なつみ（ななせ なつみ、1967年3月23日 - ）は、日本の女優、タレント。本名、若杉 美千代（わかすぎ みちよ）旧姓、滝沢（たきざわ）。埼玉県川口市出身。ケイセブン中村屋所属。

## 人物・経歴
川口市立県陽高等学校、上野学園大学短期大学部卒業。
高校3年の時に週刊ヤングジャンプの『ビーチギャル・コンテスト』でグランプリを獲得。その後、同誌の『'84クィーン・ザ・ベスト』で準グランプリに選出され芸能界入り。「オールナイトフジ」のレギュラー出演者として、モデルユニット「シーエックス」の一員として出演。
1989年、映画「桜の樹の下で」でオールヌードの濡れ場を演じ話題となる。
2000年にテレビディレクターと結婚するが、2003年に離婚。
2006年4月、「心中天の網島」（2004年）で共演した俳優の若杉宏二と再婚。同年6月に妊娠6か月であることを公表し、同年10月12日に第1子（長男）を出産した。
2019年4月に離婚していたことを雑誌の直撃取材で認めた。
学生時代、ツービートの熱狂的なファンだった。2014年現在もビートたけしの熱狂的なファンであり、約30年かけて集めた“たけしグッズ”を宝物として大切に保管している。また、毎朝たけしが生まれた家（東京都足立区）の方角に向かって「たけし～、たけし～、たけし～」と拝んでおり、“たけし教の信者”であると公言している。

## 出演

### 舞台
- はらじゅくグラフィティ（1985年10月） - ミニFM局「KIDS RADIO STATION」（通称：KIDS）制作のロックミュージカル。デビュー前の徳永英明と共演。プロデューサーは上野義美。
- 29歳の女たち（1996年、1997年）
- 今宵かぎりは…（1998年）
- 華々しき一族（2000年）
- 欲望という名の電車（2000年）
- コミック・ポテンシャル（2001年）
- フレンズ（2001年）
- ラヴレターズ W/石井一孝（2002年）
- ハッピー・バースデイ（2002年）
- 浮標」（2003年）
- アンコントロール（2003年）
- フレンズ（2004年）
- 心中天の網島（2004年）
- 屋上庭園/動員挿話（2005年）
- 写楽考（2007年）
- たとえば野に咲く花のように - アンドロマケ -（2007年）
- 屋上庭園/動員挿話（2008年）
- 存在の深き眠り（2010年）- 漆原市子 役
- ヘッダ・ガーブレル（2010年）
- 幻蝶（2012年）
- HaRvest ハーベスト（2012年）
- 根っこ（2013年）
- 紙屋町さくらホテル（2016年）
- お国と五平（2016年）
- 紙屋町さくらホテル（2017年）
- 野兎たち（2020年）
- アルトゥロ・ウイの興隆（2022年）
- セツアンの善人（英語版）（2024年）[3]

### 連続ドラマ
NHK総合
- 下町三人娘（銀河テレビ小説、1986年）
- ブルーもしくはブルー（2003年） - 藤沢美樹 役
- 派遣のオスカル〜 『少女漫画』に愛をこめて（2009年） - 森谷小百合 役
- チャレンジド（2009年10月） - 鵜飼里子 役
- チャレンジド〜卒業〜（2011年5月） - 鵜飼里子 役
- 大岡越前 4 第7話（NHK BSプレミアム、2018年2月）- おのぶ 役

日本テレビ系
- 電脳警察サイバーコップ 第13話（1988年）- アケミ 役
- 子供が寝たあとで（1992年）- 新庄優子 役
- はだかの刑事（1993年）- 新堂梨香 役
- 奇跡のロマンス（1996年）- 井上ともみ 役
- ビンタ!〜弁護士事務員ミノワが愛で解決します〜 第4話ゲスト（2014年） - 桜井薫子 役
- 夫婦が壊れるとき（2023年） - 佐倉美南 役[4]

TBS系
- ママってきれい!?（1991年）
- 過去から来た女（1991年）
- デパート!秋物語（1992年）- 桜井祐子 役
- 水戸黄門 第21部 第4話（1992年） - 小春 役
- 憎しみに微笑んで（1993年）
- 泣きたい夜もある 「父の再婚」（1993年、 毎日放送/TBS）- 奈々子 役
- ぽっかぽか1 - 3（愛の劇場、1994年 - 1996年） - 主演：田所麻美 役
- 私の運命（1994年）- 渡辺佳菜子 役
- ひなたぼっこ（愛の劇場、1998年 - 1999年） - 主演：桐生真琴 役
- H2〜君といた日々（2005年） - 雨宮さくら 役
- 肩ごしの恋人（2007年） - 秋山志保 役

フジテレビ系
- ワイルドで行こう! BORN TO BE WILD（1988年）
- 世にも奇妙な物語『ともだち』（1991年）
- 逢いたい時にあなたはいない…（1991年） - 千秋 役
- 素晴らしきかな人生（1993年） - 今泉アミコ 役
- 心はロンリー気持ちは「…」X（1997年）
- こいまち 第5話（1999年）- 北村麻子 役
- アテンションプリーズ（2006年） - 木下朝美 役
- 明日の光をつかめ2（2011年） - 加賀美章子 役
- 絶対零度〜特殊犯罪潜入捜査〜 第4話ゲスト（2011年） - 氏家嘉子 役

テレビ朝日系
- ゴリラ・警視庁捜査第8班 第32話（1989年）
- はぐれ刑事純情派 第3シリーズ 第14話（1990年）- 石川恵子 役
- はぐれ刑事純情派 第8 - 9シリーズ（1995年 - 1996年） - レギュラー・森村玲子警部補 役
- おみやさん 第1～9シリーズ（2002年 - 2012年）　2014年新春スペシャル - 会沢桂子 役（2006年の第5シリーズのみ、出産により一時降板）
- 相棒Season 4 第12話（2006年） - 野崎春菜 役
- 警視庁捜査一課9係 season8 第7話ゲスト（2013年） - 桜田由里子 役
  - 警視庁捜査一課9係 season12 第9話ゲスト（2017年6月7日）　-久宝綾芽 役
- 家政夫のミタゾノ 第5シリーズ 第1話（2022年4月22日） - 久村たか子 役[5]

テレビ東京系
- 田舎で暮らそうよ（1999年）- 岡村千晶 役

他、多数

### 2時間・スペシャルドラマ
- 新人類スチュワーデス二人旅（1987年、TBS）
- ハートにブルーのワクチン (1989年、脚本は信本敬子の第三回フジテレビヤングシナリオ大賞受賞作、演出は石坂理江子)
- くどき屋ジョー （1989年、テレビ朝日）
- 松本清張の老春 （1990年、読売テレビ） - 好子（女中） 役
- 女ハングマン（1990年、ABC） - ピンキー 役
- 奥さまA〜彼女はバツイチ、3人の子持ち、そして魔女〜（2003年） - 涼子 役
- お見合い仕掛け人小暮亮〜五所俵村・嫁来い殺人ツアー〜（2004年）
- リターンマッチ〜敗者復活戦〜（2004年）

月曜ドラマスペシャル（TBS）
- 十津川警部シリーズ10 ミステリー列車が消えた（1995年、TBS）- 乗兼由紀子 役
- 交通刑務所・刑務官2（1996年3月18日） - 吉村加奈子 役
- 辞めてたまるか!（1997年3月3日）
- 奄美殺人珊瑚礁（1997年4月12日） - 主演・佳代 役
- ブライダルコーディネーターの事件簿シリーズ（1997年 - 1998年） - 桶川君子 役
  - ブライダルコーディネーターの事件簿（1997年6月9日）
  - ブライダルコーディネーターの事件簿　名古屋嫁とり殺人事件！（1998年3月16日）
- 漫画家・真行寺花の殺人レシピシリーズ（1999年 - 2000年）
  - 漫画家・真行寺花の殺人レシピ（1999年5月1日）
  - 漫画家・真行寺花の殺人レシピ2　大分佐賀関殺人事件（2000年1月31日）

月曜ゴールデン（TBS）
- 遺品整理人・谷崎藍子〜死者が遺したメッセージ〜（2010年5月24日、毎日放送） - 相沢りつ 役

火曜サスペンス劇場（日本テレビ）
- 弁護士・高林鮎子7　L特急しまんと6号 早春四国路殺人事件（1990年3月13日） - るり子 役
- フルムーン旅情ミステリー3　能登半島殺人事件（1991年）

金曜エンタテイメント→金曜プレステージ→赤と黒のゲキジョー（フジテレビ系）
- ナースな探偵シリーズ（1997年 - 2000年） - 沼田真由子 役
  - ナースな探偵（1997年10月31日）
  - ナースな探偵2（1998年10月9日）
  - ナースな探偵3（2000年4月7日）
- 心はロンリー気持ちは「…」X　南の国から'97（1997年8月29日）
- 孫（2000年8月4日）
- 浅草骨董屋・江戸っ娘 迷探偵の列島怪談事件（2002年7月14日） - 主演・江戸川蘭子 役
- 検事・霞夕子7 〜死人に口あり〜（2014年10月17日） - 葵雪江 役

土曜ワイド劇場（テレビ朝日）
- 西村京太郎トラベルミステリー19　特急踊り子号殺人事件　天城越えの女（1991年1月12日）
- タクシードライバーの推理日誌　殺人化粧の女（1992年） - 小百合 役
- 渓流釣りシリーズ 伊豆下田、寝姿山で待つ女（1992年） - 野沢文子 役
- 松本清張スペシャル 状況曲線（1994年11月26日） - 照葉 役
- 京都殺人案内21　みちのく母恋吹雪（1995年）
- 鬼子母神（2001年11月3日） - 渡井敦子 役
- 遺言執行人（2003年8月9日） - 主役
- 法医学教室の事件ファイル32（2011年1月22日） - 村木美冬 役
- 京都南署鑑識ファイル9 仕組まれた医療ミス殺人の謎!!（2015年6月20日） - 宮崎華絵 役
- 終着駅の牛尾刑事VS事件記者・冴子15 生存者（2016年1月9日） - 北沢尚子 役

女と愛とミステリー→水曜ミステリー9（テレビ東京）
- 主婦探偵・河原綾子のぞき見事件簿!（2001年12月16日） - 村井ひとみ 役
- ミイラが呼んでいる（2002年12月15日） - 名掛亜里紗 役
- 北アルプス山岳救助隊・紫門一鬼9　白馬山岳ツアー天空の密室殺人（2007年7月18日）- 仁科塔子 役
- さすらい署長 風間昭平8　あずさ・松本城殺人事件（2008年7月2日） - 牧村直美（刑事） 役

他、多数。

### 映画
- 化身（1986年、東映）
- 桜の樹の下で（1989年、東映） - 辰村涼子 役
- バカヤロー!3 へんな奴ら第三話「会社をナメるな」（1990年、光和インターナショナル） - 緑川良子 役
- ポップコーン Love（1990年、美和プロ） - 安藤佳子 役
- 獅子王たちの夏（1991年、G・カンパニー） - 古田光子 役
- ツルモク独身寮（1991年、日本ビクター） - 姫野みゆき 役
- 民暴の帝王（1993年、東映） - 林恵美 役
- ザ・ヒットマン 血はバラの匂い （1991年）
- SUNNY GETS BLUE
- 福本耕平かく走りき（1992年） - 小沢由紀子 役
- とられてたまるか!?（1994年、東宝） - 真美 役
- 病院なんか怖くない。　ボクが病気になった理由2（1994年） - 相原百合子 役
- 勝手にしやがれ!! 強奪計画（1995年、ケイエスエス） - 涼子 役
- 平成無責任一家　東京デラックス（1995年、アミューズ） - ローザ・小暮 役
- ランウェイ☆ビート（2011年、松竹）
- サル ウインドウ・ピリオド（2014年、シネアスト）

### ビデオ作品
- 彼女2 Kanojo No Jijyou（1990年） - マイ 役
- 白百合女学園洋弓部 白銀の標的（1991年）

### CM
- 武田薬品工業「ハイシーS」（1986年）
- 常盤薬品工業「南天のど飴」
- 日本マクドナルド「ビッグマック」
- 花王
  - 「液体アタック」（1996年）
  - 「ハミング1/3、抗菌ハミング1/3、フローラルハミング1/3」（2002年 - 2004年）
- 明星食品「チャルメラ」
- ミツカン「五目ちらし」（2000年 - 2001年）[6]
- 小林製薬「イージーコラーゲン」（2006年）

### 声の出演
- Rooms（1994年、フジテレビ、詩の朗読  作：秋元康）CD:「Rooms Vol.1～今ならもう一度話したい」に収録
- 課外授業 ようこそ先輩（NHK総合、2001年8月12日）
- FMシアター（NHK-FM）
  - 「メフィスト・ワルツ」（1995年1月14日
  - 「海猫の家」（2001年1月20日）
  - 「ぬけがら」（2004年3月13日）

### その他
- 情報!もぎたてサラダ（TBS系 1997 - 1998年）司会
- 秘密のケンミンSHOW（日本テレビ） 不定期出演

## 写真集
- Loose（ワニブックス、1989年）